# طنز دستگاه تصاویر متحرک بدون عنوان
 طنز دستگاه تصاویر متحرک بدون عنوان  عنوان فیلمی است بریتانیایی با ژانر مستند، کمدی، صامت، سیاه و سفید و کوتاه به کارگردانی بیرت ایکر. این فیلم محصول سال ۱۸۹۵ میلادی است.